# Augusto Giomo
Augusto Gianni Giomo (Treviso, 3 febbraio 1940 – Treviso, 27 gennaio 2016) è stato un cestista e allenatore di pallacanestro italiano.
Era il fratello di Giorgio Giomo.

## Carriera

### Giocatore
Ha giocato nell'Olimpia Milano e nella Virtus Bologna dal 1962 al 1968.
Ha vestito la maglia della squadra nazionale dal 1960 al 1970, con 50 presenze e 126 punti all'attivo.

### Allenatore
Ritiratosi come giocatore, si dedica all'esperienza come allenatore nel Fluobrene Mestre dal 1970, scopre ed allena Renato Villalta e nel 1973-74 porta la Duco Mestre in serie A dove nel campionato 1974-75 si classificherà 13º (14) retrocedendo in serie A2 (dopo gli spareggi di genova con Virtus Roma e Fortitudo Bologna).
Successivamente allena a Torino, dapprima in A1 (1975-76) raggiungendo la finale di Coppa Korac, e la stagione successiva in A2, chiudendo (20 gennaio 1977) la carriera di allenatore nella massima serie.
Nel 1980-83 allena il Basket Montebelluna in serie B portandolo a sfiorare la promozione in serie A2 nel 1981, è nuovamente a Montebelluna in serie B2 dal 1989 al 1992 assieme ad Eugenio Dalmasson.

## Palmarès

### Giocatore
- Campionato italiano: 1

Olimpia Milano: 1959-60